# Trương Khiên

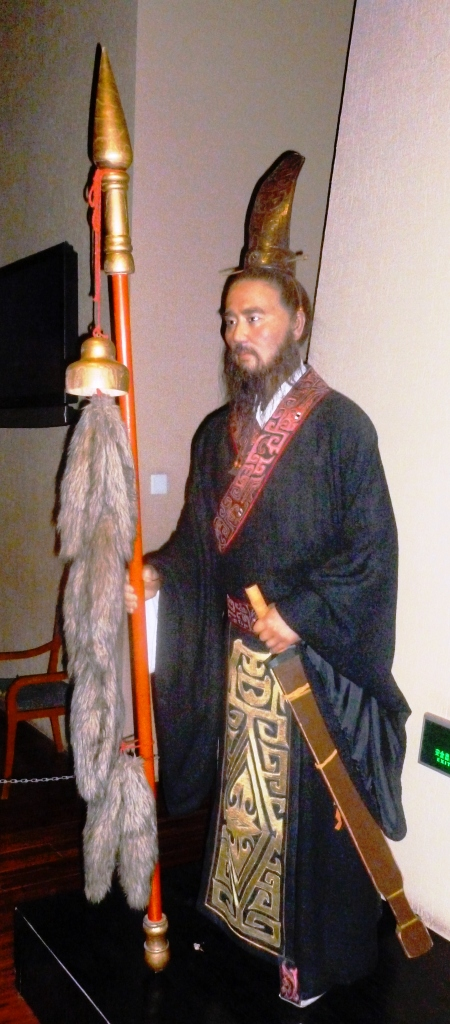
Tượng Trương Khiên tại Bảo tàng lịch sử Thiểm Tây, Tây An

Trương Khiên (164?—114 TCN), tự Tử Văn, người Thành Cố, Hán Trung , nhà lữ hành, nhà ngoại giao, nhà thám hiểm kiệt xuất đời Tây Hán trong lịch sử Trung Quốc, có đóng góp to lớn trong việc mở ra con đường Tơ Lụa, kết nối giao thông nhà Hán với các nước Tây Vực.

## Đi sứ Tây Vực lần 1
Năm Kiến Nguyên đầu tiên (140 TCN) thời Hán Vũ đế, Trương Khiên làm Lang. Khi ấy có tù binh Hung Nô khai rằng Vương của nước Đại Nguyệt Chi bị Hung Nô chém đầu, dùng làm đồ đựng rượu. Triều đình tin lời ấy, muốn sai sứ đến Đại Nguyệt Chi đề nghị liên kết chống Hung Nô. Trương Khiên đáp ứng lời kêu gọi, nhận làm sứ giả đi Tây Vực. Năm Kiến Nguyên thứ 2 (139 TCN), ông cùng hơn trăm tình nguyện viên được kẻ nô bộc thuộc thị tộc Đường Ấp, dân tộc Hung Nô là Cam Phụ (còn gọi là Đường Ấp Phụ) dẫn đường, xuất phát từ Lũng Tây . Giữa đường, Trương Khiên bị Hung Nô bắt được, giải đến nơi ở của Thiền vu , giam lỏng hơn 10 năm, đã lấy vợ sinh con nhưng vẫn không quên thân phận và nhiệm vụ của mình.
Trương Khiên nhân lúc người Hung Nô không đề phòng mà trốn đi, theo đường của nước Xa Sư , tiến vào nước Yên Kỳ , lại từ Yên Kỳ vượt sông Tháp Lý Mộc, đi qua các nước Quy Từ , Sơ Lặc , vượt qua Thông Lĩnh , đến được Đại Uyển , được người Đại Uyển đưa đến Khang Cư , cuối cùng đến được Đại Nguyệt Chi.
Nhưng lúc này Đại Nguyệt Chi sau khi dời đến lưu vực Amu Darya, chinh phục được nước láng giềng Đại Hạ , quyết định an cư lạc nghiệp, không muốn báo thù Hung Nô, lại cho rằng nhà Hán ở nơi xa xôi, không giúp ích gì. Trương Khiên ở lại hơn 1 năm, vào năm Nguyên Sóc đầu tiên (128 TCN) đành xin trở về.
Nhằm tránh gặp phải người Hung Nô, Trương Khiên đổi sang đường phía nam, vượt qua Thông Lĩnh, men theo phía bắc chân núi Côn Lôn mà đi, qua các nơi Toa Xa , Vu Điền , Thiện Thiện , tiến vào khu vực của người Khương. Nhưng lúc này người Khương đang quy phụ người Hung Nô, nên ông lại bị người Hung Nô bắt được, giam giữ hơn 1 năm. Năm Nguyên Sóc thứ 3 (126 TCN), Hung Nô có nội loạn, Trương Khiên thừa cơ đưa vợ con và trợ thủ Cam Phụ trốn về nhà Hán. Dựa vào báo cáo hết sức chi tiết của ông, Hán Vũ đế nắm được tình hình Tây Vực, rất hài lòng, phong Trương Khiên làm Thái trung đại phu, Cam Phụ làm Phụng sứ quân.

## Khai phá tây nam
Trong thời gian ở Đại Nguyệt Chi, Trương Khiên từng vượt qua bờ nam sông Quy, đến thành Lam Thị , trông thấy sản vật của đất Thục (Tứ Xuyên), tìm hiểu thì được biết là do thương nhân của nước Quyên Độc  ở phía nam Đại Hạ mang đến. Từ đây, ông cho rằng nước Quyên Độc không hề cách xa nhà Hán, đến được Quyên Độc thì có thể đến được Đại Uyển, Khang Cư, Nguyệt Chi và An Tức .
Sau khi trở về, Trương Khiên kiến nghị sai sứ từ đất Thục đi qua Dạ Lang  về phía tây nam, tìm đường đến Quyên Độc. Hán Vũ đế muốn mở rộng tầm ảnh hưởng chính trị của mình, nhằm cô lập Hung Nô, nên lập tức đồng ý, phái ông đến quận Kiền Vi , chủ trì việc này.
Năm Nguyên Thú đầu tiên (122 TCN), Trương Khiên phái 4 đội lữ hành từ các địa điểm nay là Thành Đô và Nghi Tân xuất phát, đích đến là Quyên Độc. Cả bốn đội đi được 1000 – 2000 dặm đều vì gặp trở ngại mà quay về. Tuy ý tưởng này không thành công, nhưng Trương Khiên đã tiến một bước dài trong việc tìm hiểu vùng đất tây nam, đồng thời phô trương sự lớn mạnh của nhà Hán với các nước Điền, Dạ Lang, hơn hẳn những người đi trước là Đường Mông, Tư Mã Tương Như,... tạo điều kiện thuận lợi cho nhà Hán thiết lập châu, quận những năm sau đó.

## Chinh thảo Hung Nô
Tháng 2 và tháng 4 năm Nguyên Sóc thứ 6 (123 TCN), Đại tướng quân Vệ Thanh 2 lần tiến đánh Hung Nô, Trương Khiên làm Hiệu úy, tòng quân chinh chiến ở Mạc Bắc. Ông phát huy những hiểu biết về đặc điểm của quân đội Hung Nô và địa hình sa mạc, góp phần to lớn vào thắng lợi, nhờ công được phong Bác Vọng hầu .
Năm Nguyên Thú thứ 2 (121 TCN), Trương Khiên theo Lý Quảng ra Hữu Bắc Bình  tiến đánh Hung Nô. Lý Quảng soái 4000 kỵ binh đi trước, ông soái 1 vạn kỵ binh theo sau. Quảng liều lĩnh tiến quân, rơi vào vòng vây của Hung Nô, khi ông đến thì quân Hung Nô bèn giải vây mà đi. Trận này tuy Quảng tác chiến dũng mãnh, nhưng bộ đội của ông ta tổn thương gần sạch, luận tội, Trương Khiên đáng phải chết, nhưng dùng hầu tước để chuộc, cuối cùng bị biếm làm thứ dân.

## Đi sứ Tây vực lần 2
Năm Nguyên Thú thứ 4 (119 TCN), Trương Khiên được mệnh làm Trung lang tướng, đi sứ Ô Tôn , hòng thuyết phục nước này quay về phía đông ở khu vực Hà Tây, cùng nhà Hán hợp kích Hung Nô. Ông đưa theo 300 tùy tùng, hàng vạn bò, cừu, hơn vạn các thứ vật phẩm quý giá bằng tơ lụa, ngọc, đồng,…
Lần này không bị Hung Nô ngăn trở, đoàn sứ giả đến Ô Tôn một cách thuận lợi. Tuy được Ô Tôn vương Côn Mạc chào đón và tiếp nhận lễ vật, nhưng người Ô Tôn lấy cớ Hán xa Hung gần, lại không rõ nhà Hán mạnh yếu thế nào, nên từ chối quay về phía đông, khiến cho mục đích đi sứ không thành. Sau đó, Trương Khiên phái các phó sứ cầm cờ tiết đi đến các nước láng giềng của Ô Tôn là Đại Uyển, Khang Cư, Đại Nguyệt Chi, Đại Hạ, An Tức, Quyên Độc, Vu Điền tiến hành hoạt động ngoại giao.
Năm Nguyên Đỉnh thứ 2 (115 TCN), Trương Khiên quay về, mang theo vài mươi sứ giả Ô Tôn đi theo tìm đường đến nhà Hán và vài mươi thớt ngựa tốt của Ô Tôn. Ông được phong làm "đại hành", vị liệt vào "cửu khanh". Năm sau (114 TCN), Trương Khiên qua đời, Hán Vũ đế vì muốn kỷ niệm ông, những sứ giả đi sứ Tây Vực về sau đều được gọi là "Bác Vọng hầu".

## Đánh giá
Trương Khiên 2 lần đi sứ Tây Vực, vượt muôn trùng hiểm nguy, ở lần đầu tiên, hơn trăm người đi chỉ còn 2 người trở về. Dựa vào con đường mà ông tìm ra, chính là "con đương Tơ Lụa" nổi tiếng, các thương nhân Đông – Tây đi lại buôn bán, nên người Trung Quốc mới biết đến ngựa Hãn Huyết, bồ đào, mục túc, thạch lựu, hồ đào, hồ ma,... Công lao của ông được Sử ký ca ngợi là tạc không (nghĩa là mở mang đường lối cho thông suốt).
Việc làm của Trương Khiên đã mở ra một kỷ nguyên mới trong lịch sử giao lưu với các dân tộc khác của người Trung Quốc, xé toang truyền thống xã hội "phong bế tự bảo". Ông gặp nguy khó không đánh mất khí tiết, không rời bỏ nhiệm vụ, được Lương Khải Siêu ca ngợi "kiên nhẫn lỗi lạc kì nam tử, thế giới sử khai mạc đệ nhất nhân".